# Coleophora viburniella
Coleophora viburniella é uma espécie de mariposa do gênero Coleophora pertencente à família Coleophoridae.